# Échec à l'agresseur
Échec à l'agresseur est le 2e épisode de la saison 2 de la série télévisée Melrose Place.

## Synopsis
Billy soupçonne Keith d'être le harceleur d'Alison. Elle refuse de le croire jusqu'à ce que Keith tente de la violer lorsqu'il lui donne rendez-vous dans sa chambre d’hôtel pour lui dire au revoir.
Alors que Jane a donné rendez-vous à Michael chez elle pour lui rendre ses affaires, une vive altercation éclate entre eux lorsque celui-ci lui fait remarquer qu'il faut qu'elle fasse preuve de maturité, ce qui met Jane en rage. Elle finit par lui lancer à la figure l'ensemble des objets lui rappelant son mariage. Michael réussit à la calmer.
Matt perd son travail quand la maison de transition où il travaille ferme. Il croise Michael alors qu'il dépose des CV à l'hôpital Wilshire Memorial. Celui-ci lui dit qu'il peut le pistonner à l’hôpital dans les services sociaux mais qu'en échange il ne devra pas prendre parti dans son divorce avec Jane.
Amanda et Jo assistent aux courses de moto de Jake. Très vite, Jo se méfie d'Amanda car elle sent qu'elle a des vues sur Jack. Amanda fait tout pour attirer son attention.
Sydney arrive en ville pour soutenir sa sœur Jane pendant sa procédure de divorce.

## Statut particulier
L'épisode traite du viol, sujet sensible. Laura Leighton rejoint définitivement le casting en tant que personnage régulier.  

## Distribution
Acteurs principaux
- Josie Bissett (VF : Isabelle Maudet) : Jane Andrews Mancini
- Thomas Calabro (VF : Vincent Violette) : Michael Mancini
- Doug Savant (VF : Emmanuel Curtil) : Matthew Fielding Jr.
- Grant Show (VF : Thierry Ragueneau) : Jake Hanson
- Andrew Shue (VF : Vincent Ropion) : Billy Campbell
- Daphne Zuniga (VF : Déborah Perret) : Jo Beth Reynolds
- Laura Leighton (VF : Joëlle Guigui) : Sydney Andrews
- Et Courtney Thorne-Smith (VF : Virginie Mery) : dans le rôle d' Alison Parker
- Avec la participation spéciale de Heather Locklear (VF : Dominique Dumont)  : dans le rôle d Amanda Woodward

Acteurs et actrices crédités en début d'épisode
- William R. Moses : Keith Gray
- Randee Heller : détective Altman
- Kaela Dobkin  : agent
- Chris Ellis  : policier
- Et avec Marcia Cross dans le rôle de Kimberly Shaw